# Villa Vizcaya
Die Villa Vizcaya ist ein schlossartiges Gebäude im Stil einer norditalienischen Villa der Renaissance. Es steht in Coconut Grove, Florida und wurde 1914–16 als Winterresidenz für den Industriellen James Deering (1859–1925), den Sohn von William Deering, errichtet.

## Geschichte

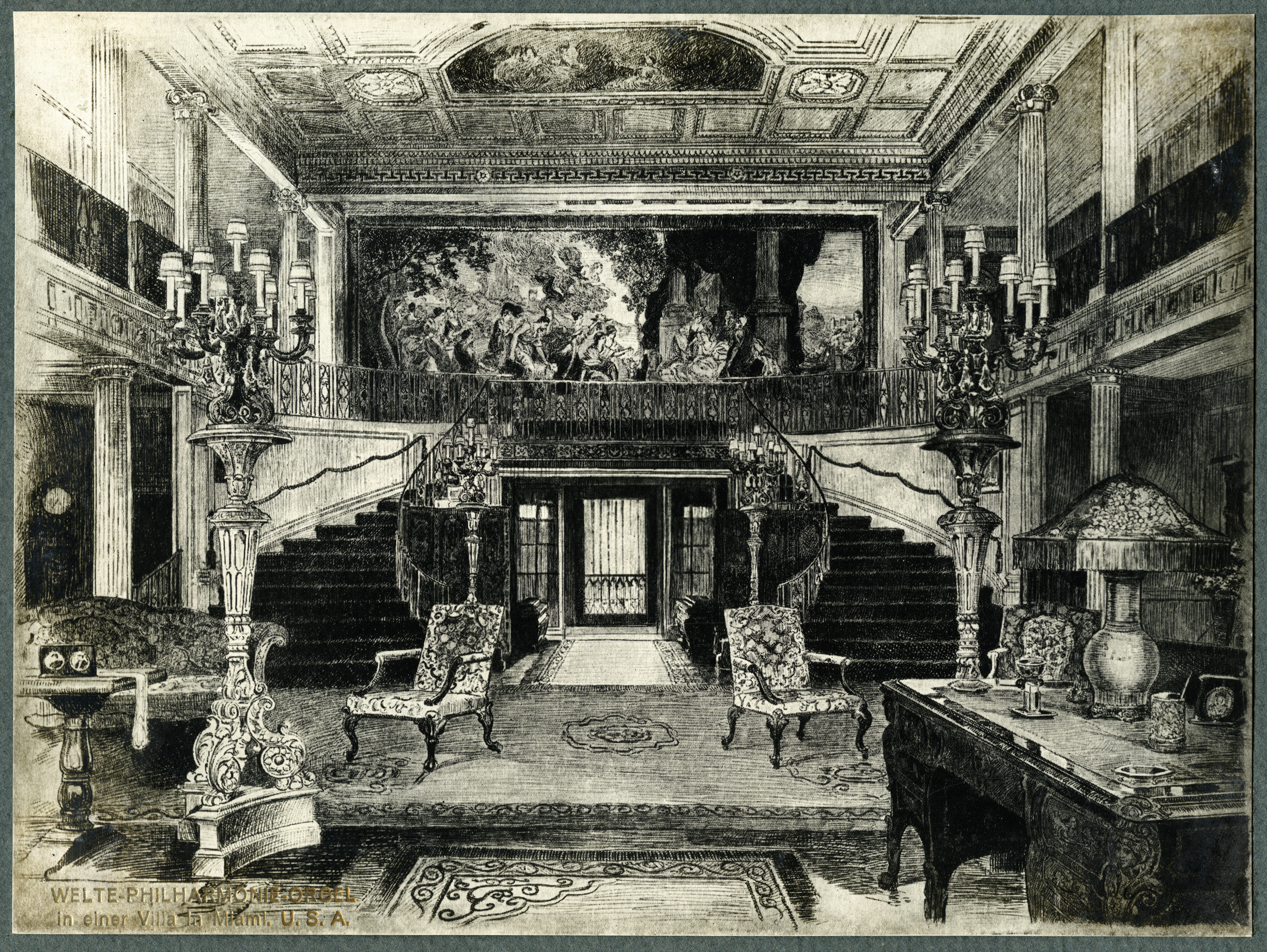
Interieur mit Welte-Orgel

Auf dem ursprünglich 72,8 Hektar großen Gelände wurde zunächst nach Plänen des Architekten F. Burrall Hoffman junior das 1916 fertiggestellte Haupthaus errichtet, für die Innenausstattung mit zahlreichen Antiquitäten ließ sich Deering vom Künstler Paul Chalfin beraten. Der Grundriss orientiert sich in seiner doppelten Symmetrieachse an Andrea Palladio und ist um einen glasverdachten Patio zentriert, der sich aus vier Eckpavillons und Verbindungsflügeln mit Portiken zusammensetzt. Das Anwesen hat 70 Salons und Schlafzimmer, die mit europäischem Mobiliar in verschiedenen Stilrichtungen, z. B. im Empire-Stil, ausgestattet sind.
Der Name Vizcaya stammt ursprünglich aus dem Baskischen und bedeutet „erhabener Ort“. Die Gestaltung der Gärten zog sich noch bis in die 1920er Jahre hin. Für sie war der Gartenarchitekt Diego Suarez verantwortlich.
Die Villa Vizcaya war die Winterresidenz von Deering, der sie von 1916 bis zu seinem Tod 1925 bewohnte. 1945 schenkten seine Erben einen Teil der Gärten an die Diözese St. Augustine (Florida) und an ein Spital. Das Hauptgebäude wurde an das Miami-Dade County verkauft und ist seit 1953 als Dade County Art Museum öffentlich zugänglich. Vizcaya Museum and Gardens umfasst heute 20 Hektar Gesamtfläche. Hier kam es im September 1987 zum Treffen zwischen Ronald Reagan und Papst Johannes Paul II. Die Villa Vizcaya diente auch als Drehort für zahlreiche Filme.
Am 29. September 1970 wurde die Villa Vizcaya als Historic District in das National Register of Historic Places eingetragen. Seit dem 19. April 1994 ist Villa Vizcaya ein National Historic Landmark. Durch die Hurrikane Katrina und Wilma sind Garten und Keller der Villa beschädigt worden.

## Galerie

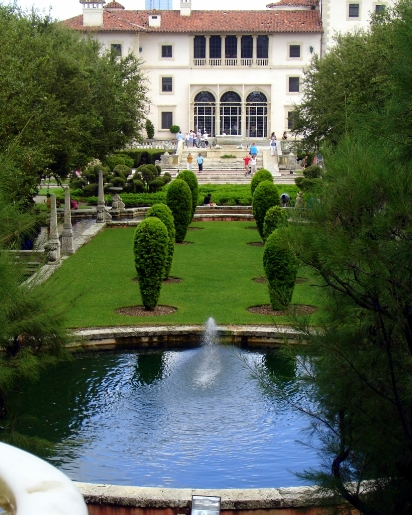
Blick aus dem Garten
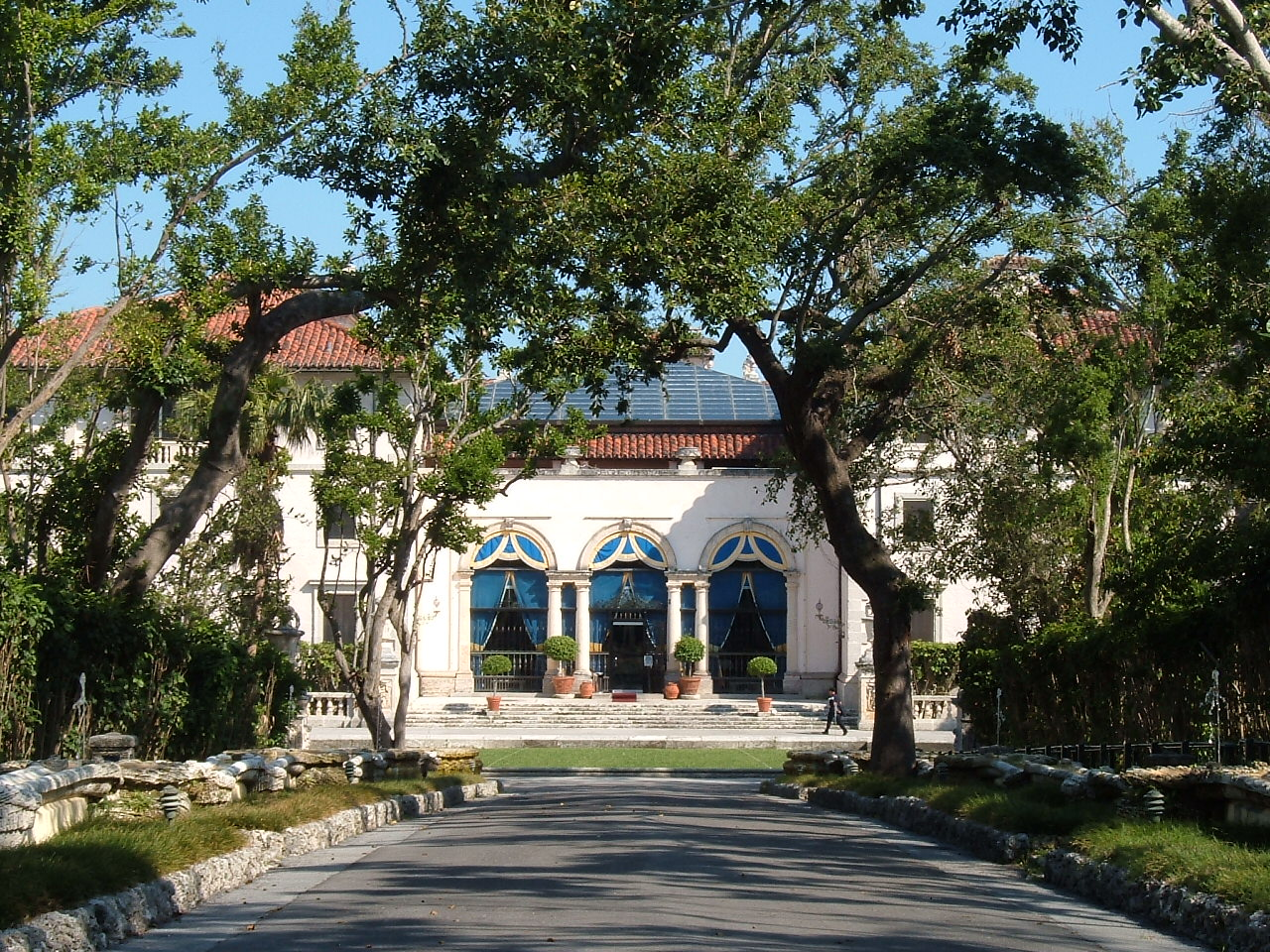
Vizcaya und seine Gärten
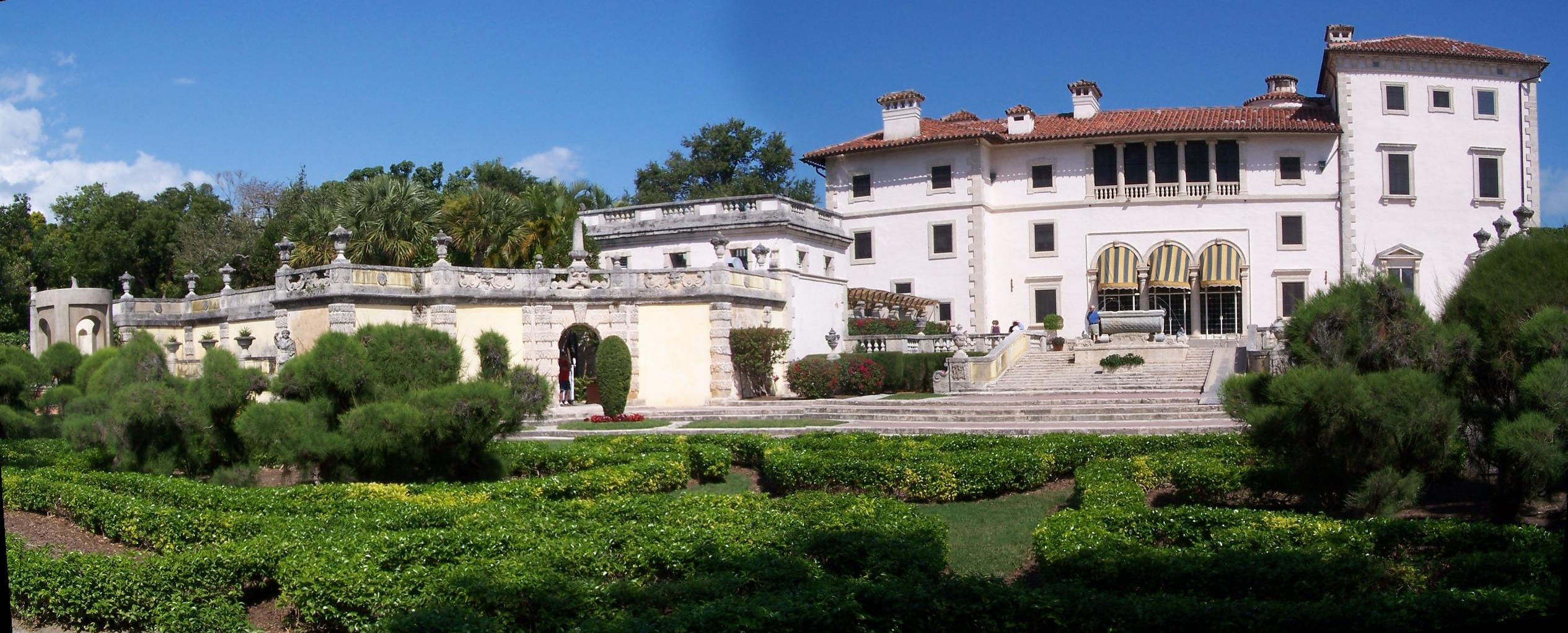
Vizcaya vom Süden her
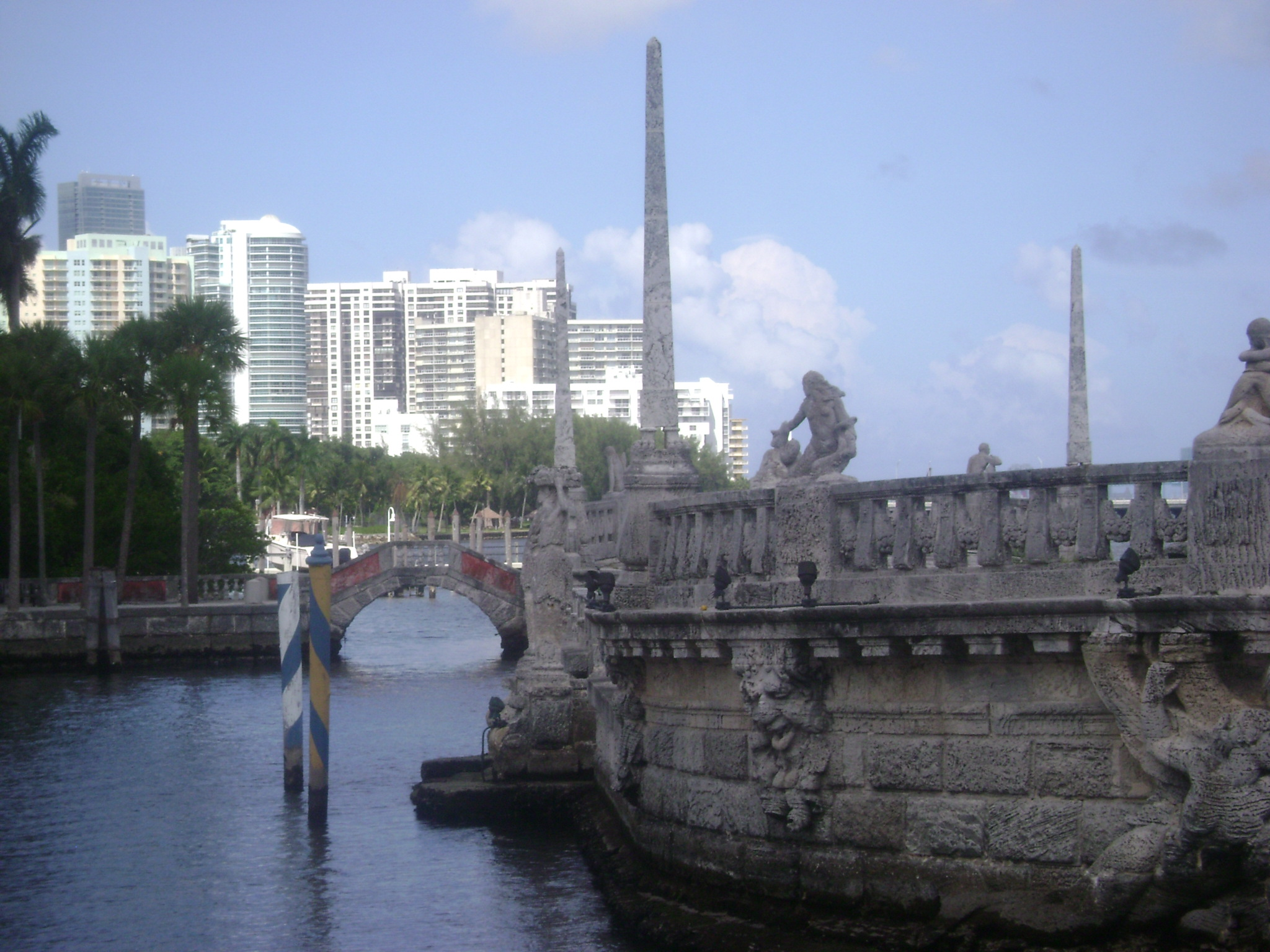
Blick auf Miami